# كفر العرب القبلي
كفر العرب القبلي إحدى قرى مركز قويسنا التابع لمحافظة المنوفية في جمهورية مصر العربية.

## السكان
بلغ عدد سكان كفر العرب القبلي 2,249 نسمة، حسب الإحصاء الرسمي لعام 2006.